# Saigue
La Saigue , ou Saigne, est un fleuve côtier français de Normandie, dans le département de la Manche.

## Géographie
De 10,9 km de longueur, la Saigue prend sa source sur le territoire de Saint-Jean-des-Champs sous le nom de ruisseau de l'Oiselière et va vers l'ouest. Il se jette dans la Manche sur la plage de Saint-Pair-sur-Mer.

### Communes et cantons traversées
Dans le seul département de la Manche, la Saigne traverse les cinq communes suivantes, de l'amont vers l'aval, de Saint-Jean-des-Champ où il prend sa source, Saint-Planchers, Saint-Aubin-des-Préaux, Granville, Saint-Pair-sur-Mer où il se jette dans la Manche. Soit en termes de cantons, la Saigne prend source dans le canton de Bréhal, et a son embouchure dans le canton de Granville, le tout dans l'arrondissement d'Avranches.

### Bassin versant
La Saigne traverse une seule zone hydrographique I760, de 29 km2 de superficie. Ce bassin versant est constitué à 85,27 % de « territoires agricoles », à 15,13 % de « territoires artificialisés », à 2,41 % de « forêts et milieux semi-naturels ». 

### Organisme gestionnaire
L'organisme gestionnaire est le SMBCG ou syndicat mixte des bassins versants côtiers Granvillais

## Affluent
La Saigne n'a pas d'affluent référencé au SANDRE. Donc son rang de Strahler est de un.

## Aménagements et écologie

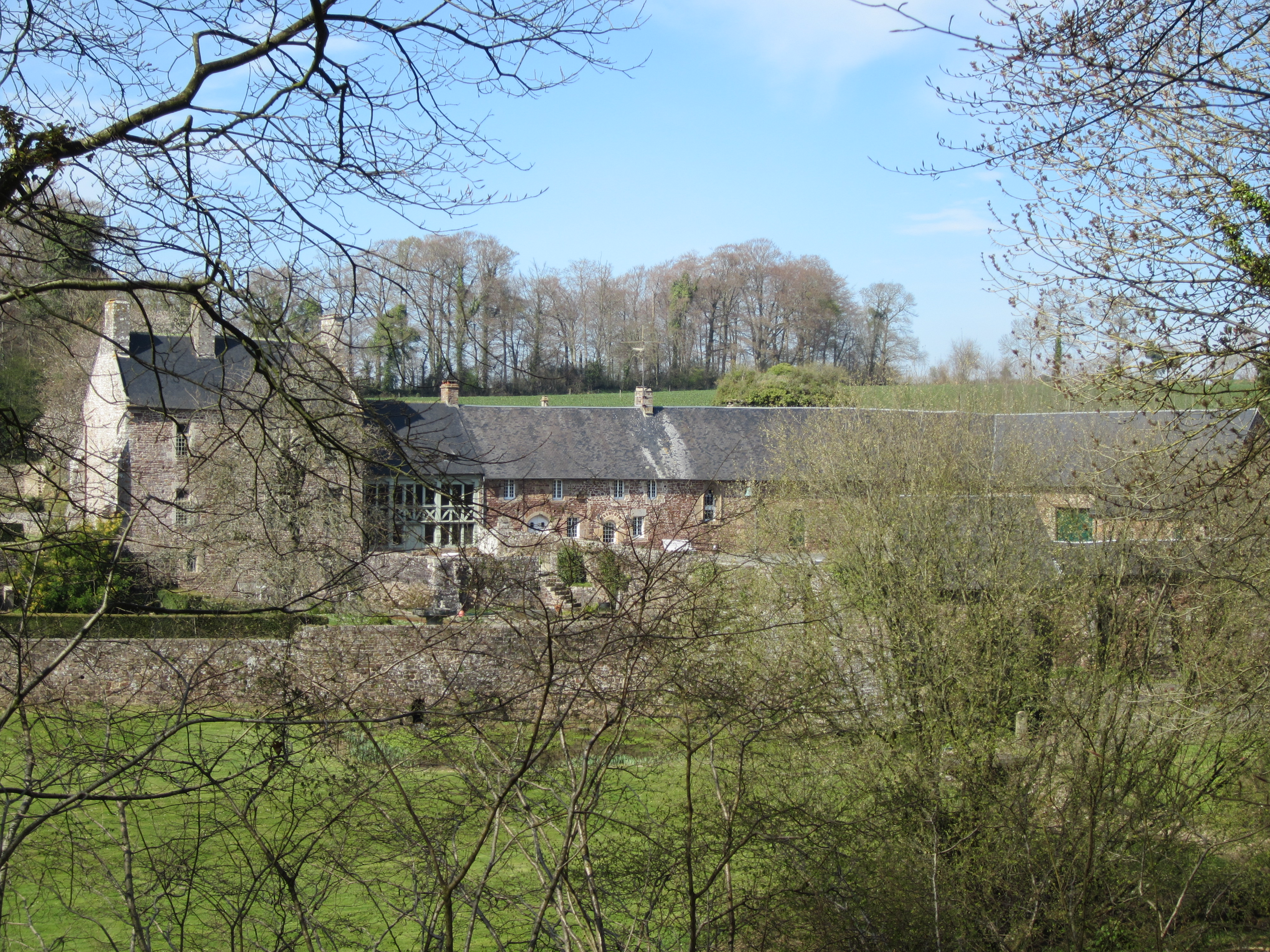
Prieuré de l'Oiselière à Saint-Planchers : ancien prieuré de l'abbaye du Mont-Saint-Michel.

La plage à Saint-Pair-sur-Mer fait l'objet d'une surveillance vigilante